# Лизоклин
Лизоклин — термин, используемый в морской литологии и геологии, для обозначения границы, разделяющей в морских осадках комплексы карбонатных микрофоссилий хорошей и плохой сохранности. Термин непосредственно связан с понятием критическая глубина карбонатонакопления (КГл) — уровень, ниже которого очень быстро возрастает скорость растворения кальцита и, соответственно, резко снижается карбонатность морских отложений. В Северной Атлантике КГл приходится на 4300 м, а в Тихом океане на 750 м. Для арагонита (другой формы карбоната кальция) эти глубины составляют, соответственно, 1500 и 500 м. Кроме того, раковины и скелеты разных видов планктона растворяются с разной скоростью, в связи с чем литологи различают три вида лизоклина: фораминиферовый, птероподовый и кокколитовый. В целом лизоклин располагается несколько выше КГл.
Поскольку поверхностные воды как правило насыщены по отношению к карбонату кальция, он не растворяется в верхней части водной толщи сразу после гибели организмов. Однако подповерхностные воды с глубиной становятся все более недосыщенными карбонатом кальция. На глубинах 4-5 км (в разных океанах по-разному) скорость растворения карбонатного вещества равно скорости его поступления. Этот уровень в зарубежной литературе называется CCD (calcite compensation depth), в отечественной литературе чаще используется термин КГл или КГК — критическая глубина карбонатонакопления. Это глубина, на которой концентрация карбонатов в осадке равна 10 %.
Положение КГл варьирует в зависимости от химического состава и температуры морской воды. Кроме того, установлено, что уровень ГКК в прошлом значительно отличался от современного — на 1 км и более.